# Liste der indischen Botschafter in China
Des ist eine Liste der indischen Botschafter in der Volksrepublik China. Die Indische Botschaft befindet sich in Peking.

## Botschafter
| Ernannt       | Akkreditiert  | Leiter der Auslandsvertretung | Bemerkungen                                    | ernannt von          | akkreditiert bei | Posten verlassen |
| ------------- | ------------- | ----------------------------- | ---------------------------------------------- | -------------------- | ---------------- | ---------------- |
| 1. Apr. 1950  | 20. Apr. 1950 | K. Madhava Panikkar           |                                                | Jawaharlal Nehru     | Mao Zedong       | Juni 1952        |
| 1952          | 26. Sep. 1952 | N. Raghavan                   | Five Principles of Peaceful Coexistence, Tibet | Jawaharlal Nehru     | Mao Zedong       | 2. Okt. 1955     |
| 18. Juli 1955 | 6. Nov. 1955  | Ratan Kumar Nehru             |                                                | Jawaharlal Nehru     | Mao Zedong       | 23. Jan. 1958    |
| 1958          | 28. Juli 1958 | Gopalapuram Parthasarathy     |                                                | Jawaharlal Nehru     | Mao Zedong       | 20. Juli 1961    |
| 1961          | 1963          | Purnendu Kumar Banerjee       |                                                | Jawaharlal Nehru     | Liu Shaoqi       | 1963             |
| 1963          | 1966          | Jagat Singh Mehta             |                                                | Jawaharlal Nehru     | Liu Shaoqi       | 1966             |
| 1966          | 1968          | Ram Sathe                     | Ramachandra Dattatraya Sathe                   | Indira Gandhi        | Liu Shaoqi       | 1969             |
| 1969          | 1972          | Brajesh Mishra                |                                                | Indira Gandhi        | Dong Biwu        | 1972             |
| 1976          | 24. Juli 1976 | K. R. Narayanan               |                                                | Indira Gandhi        | Song Qingling    | 11. Nov. 1976    |
| 1978          | 18. Dez. 1978 | Ram Sathe                     | Ramchandra Dattatraya Sathe                    | Morarji Desai        | Ye Jianying      | 18. Dez. 1978    |
| 1980          | 29. Juli 1980 | K. Shankar Bajpai             |                                                | Indira Gandhi        | Ye Jianying      | 29. Juli 1980    |
| 1982          | 5. Okt. 1982  | A. P. Venkateswaran           |                                                | Indira Gandhi        | Ye Jianying      | 5. Okt. 1982     |
| 1985          | 28. März 1985 | K. P. S. Menon junior         |                                                | Rajiv Gandhi         | Li Xiannian      | 28. März 1985    |
| 1987          | 3. Juni 1987  | C. V. Ranganathan             | [ 1 ]                                          | Rajiv Gandhi         | Li Xiannian      | 1990             |
| 1991          | 24. Aug. 1991 | Salman Haidar                 |                                                | P. V. Narasimha Rao  | Yang Shangkun    | 24. Aug. 1991    |
| 1993          | 2. März 1993  | Chandrashekhar Dasgupta       |                                                | P. V. Narasimha Rao  | Jiang Zemin      | 2. März 1993     |
| 1996          | 25. Sep. 1996 | Vijay K. Nambiar              |                                                | H. D. Deve Gowda     | Jiang Zemin      | 25. Sep. 1996    |
| 2000          | 31. Aug. 2000 | Shivshankar Menon             |                                                | Atal Bihari Vajpayee | Jiang Zemin      | 31. Aug. 2000    |
| 2003          | 28. Sep. 2003 | Nalin Surie                   |                                                | Atal Bihari Vajpayee | Hu Jintao        | 28. Sep. 2003    |
| 2006          | 14. Nov. 2006 | Nirupama Rao                  |                                                | Manmohan Singh       | Hu Jintao        | 14. Nov. 2006    |
| 2009          | 28. Aug. 2009 | Subrahmanyam Jaishankar       | Jaishankar                                     | Manmohan Singh       | Hu Jintao        | 28. Aug. 2009    |